# ۱ (پیش از میلاد)
۱ (پیش از میلاد) یکمین سال قبل از تقویم میلادی است.

## درگذشتگان
‎